# Occupation japonaise de Hong Kong
 (signalé en juillet 2025).
Si vous disposez d'ouvrages ou d'articles de référence ou si vous connaissez des sites web de qualité traitant du thème abordé ici, merci de compléter l'article en donnant les références utiles à sa vérifiabilité et en les liant à la section « Notes et références ».
- Archive Wikiwix
- Bing
- Cairn
- DuckDuckGo
- E. Universalis
- Gallica
- Google
- G. Books
- G. News
- G. Scholar
- Persée
- Qwant
- (zh) Baidu
- (ru) Yandex
- (wd) trouver des œuvres sur Wikidata

L’occupation japonaise de Hong Kong (香港占領地) a commencé après la reconnaissance par le gouverneur de Hong Kong, Mark Aitchison Young, de la reddition du territoire de Hong Kong à l'empire du Japon le 25 décembre 1941, après 18 jours de combats acharnés par des forces britanniques, indiennes et canadiennes contre les forces impériales japonaises beaucoup plus importantes. L'occupation a pris fin au bout de trois ans et huit mois par la signature des actes de capitulation du Japon.

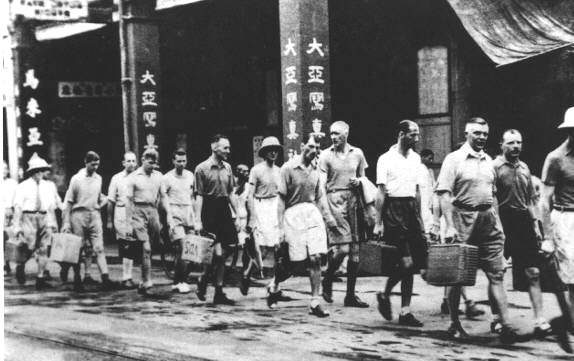
Arrestation de banquiers occidentaux par des soldats japonais.